# August Michaelson
August Michaelson, född 2 april 1802, död 2 februari 1871 var en svensk grosshandlare och brukspatron.
Michaelson var patron på Skebo bruk samt ledde affärsfirman Michaelson & Bendix i Stockholm. Han var amatörviolinist och medlem av Harmoniska Sällskapet samt styrelseledamot i Mazerska kvartettsällskapet från 1849. Han komponerade stråkkvartetter samt en violinkonsert. Michaelson invaldes som ledamot nummer 307 i Kungliga Musikaliska Akademien den 28 oktober 1845. Han var far till dramatikern och teaterchefen Knut Michaelson. De är begravda på Norra begravningsplatsen utanför Stockholm.